# Байрон Дональдс
Байрон Лоуелл Дональдс (англ. Byron Lowell Donald; народився 28 жовтня 1978) — американський політик і фінансист, член Палати представників США від 19-го конгресового округу Флориди з 2021 року. Його округ, який колись представляли колишній сенатор Конні Мак III і колишній директор ЦРУ Портер Госс, обслуговує більшу частину південно-західної Флориди, включаючи Кейп-Корал, Форт-Майєрс, Боніта-Спрінгс, Естеро та Нейплс.
Дональдс народився і виріс у Краун-Гайтс у Брукліні, відвідував Флоридський університет A&M і здобув ступінь бакалавра наук у галузі фінансів і маркетингу в Університеті штату Флорида у 2002 році.
До того, як прийти в політику, Дональдс працював у фінансовій, страховій та банківській сферах. Будучи республіканцем, він був членом Руху Чаювання і невдало балотувався до Палати представників США у 2012 році. Дональдс представляв 80-й округ у Палаті представників Флориди з 2016 по 2020 рік.
Дональдс був обраний до Конгресу США у 2020 році, перемігши кандидата від Демократичної партії Сінді Баньяї. У 2023 році на виборах спікера Палати представників США Дональдс отримав стільки голосів республіканців, що Кевіну Маккарті не вистачило голосів для обрання спікером в четвертому з одинадцяти турів голосування.

## Ранні роки і освіта
Дональдс народився та виріс у районі Краун-Гайтс у Нью-Йоркському районі Бруклін. Один із трьох дітей, його виховувала мати-одиначка. У 1996 році Дональдс закінчив Назаретську регіональну середню школу в Іст-Флетбуші. Він відвідував Флоридський університет A&M і здобув ступінь бакалавра наук у галузі фінансів і маркетингу в Університеті штату Флорида у 2002 році.
У 1997 році Дональдс був заарештований за поширення марихуани; звинувачення були зняті в рамках досудової реабілітаційної програми. У 2000 році він не оскаржував звинувачення у хабарництві в рамках схеми шахрайства стосовно банку. Пізніше його запис про судимість було запечатано та видалено.

## Кар'єра

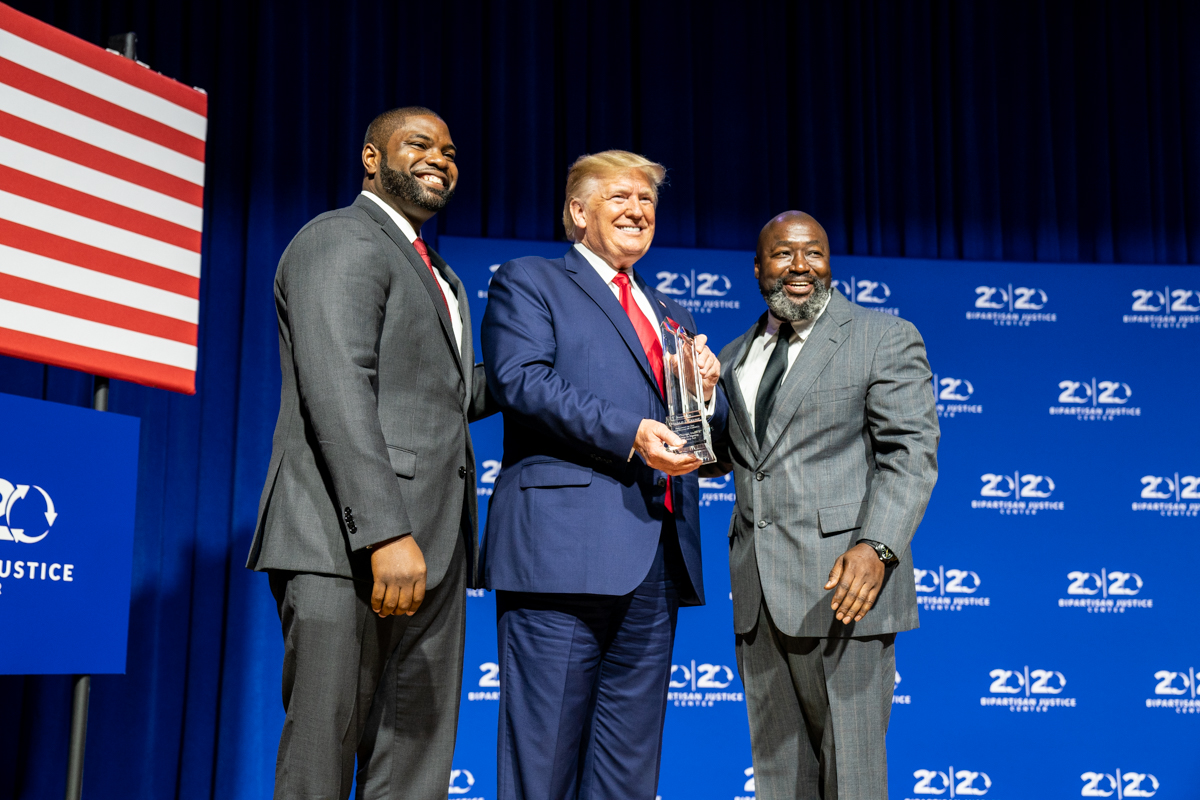
Дональдс і президент Дональд Трамп у 2019 році з колишнім ув'язненим, звільненим за Законом про перший крок

Дональдс розпочав свою професійну кар'єру у 2003 році як кредитний аналітик у TIB Bank. У 2004 році його підвищили до старшого кредитного аналітика, а згодом — до комерційного кредитного менеджера, помічника віце-президента та кредитного менеджера. У 2007 році Дональдс залишив TIB Bank і обійняв посаду портфельного менеджера в CMG Surety LLC. У 2015 році він приєднався до Wells Fargo Advisors як фінансовий радник.
Після того як Дональдс став учасником Руху Чаювання, його заохотили балотуватися на виборні посади.
У 2012 році Дональдс був кандидатом у Палату представників США в 19-му окрузі Конгресу Флориди. Він посів п'яте місце з шести кандидатів. У 2014 році його називали ймовірним кандидатом у Палату представників США в 19-му окрузі Конгресу Флориди після того, як Трей Радел подав у відставку, але Дональдс не балотувався.
Дональдса було обрано до Палати представників Флориди у 2016 році. Під час перебування у Палаті представників Флориди він очолював підкомітет зі страхування та банківської справи.

## Палата представників США

### Вибори

#### 2020 рік

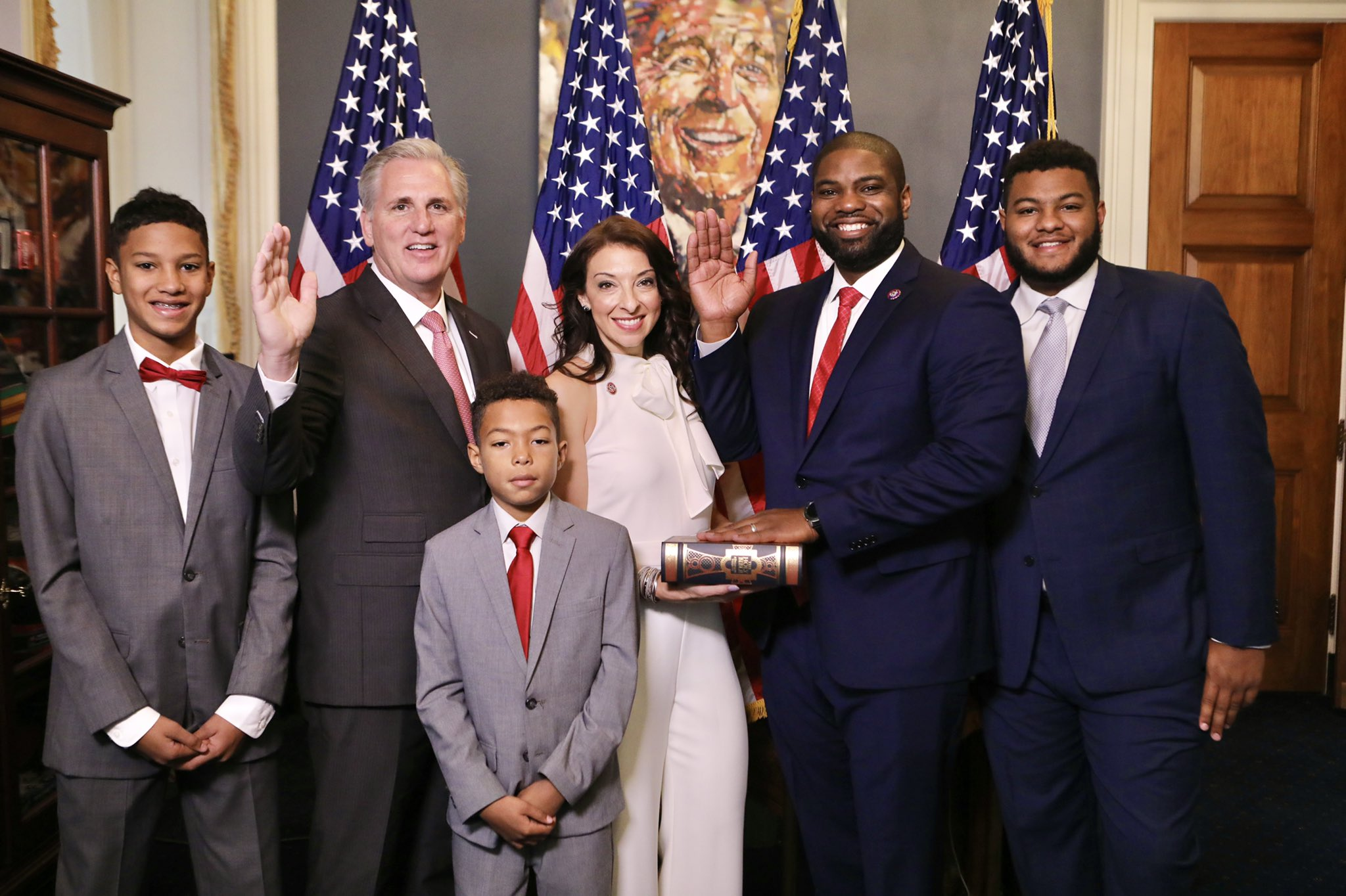
Дональдс приносить присягу перед лідером меншості в Палаті представників Кевіном Маккарті

Дональдс був кандидатом від республіканців у 19-му окрузі до Конгресу Флориди на виборах 2020 року, балотуючись, щоб замінити Френсіса Руні, що йде на пенсію. Він переміг на жорстких республіканських праймеріз з дев'ятьма учасниками із перевагою в 770 голосів над членом Палати Представників штату Дейном Іглом, трохи переступивши встановлений бар'єр, щоб уникнути перерахунку голосів. Республіканці мають перевагу в близько 100 000 зареєстрованих виборців над демократами, і професор Флоридського Університету узбережжя затоки Пітер Бергерсон зазначив, що праймеріз республіканців майже завжди є справжнім змаганням для більшості перегонів у регіоні. У серпні 2020 року виборцям у 19-му окрузі були розіслані анонімні текстові повідомлення, в яких стверджувалося, що Дональдс вибуває з перегонів. Пізніше Дональдс уточнив у своєму твіттері, що він не припиняє балотування, і назвав повідомлення «незаконними».
Під час своєї кампанії Дональдс описував себе як «Прихильника Трампа, власника зброї, борця за свободу, що він є пролайф і є політично некоректним чорним». Він заявив про свою підтримку економічної свободи, чистої води, ядерної енергії та зменшення участі уряду в охороні здоров'я. Він виступав проти Зеленого нового курсу.
На основних виборах до Палати Представників США у листопаді 2020 Дональдс переміг кандидата від Демократичної партії Сінді Баньяї. Дональдс сказав, що зосередиться на політиці щодо якості води в південно-західній Флориді. Після присяги 3 січня 2021 року Дональдс став шостою особою, яка представляла цей округ з моменту його створення в 1983 році (це був 13-й округ з 1983 по 1993 рік, 14-й з 1993 по 2013 рік і 19-й з 2013).

### Робота в Конгресі
Наприкінці 2020 року Дональдса було ідентифіковано як учасника «Сили свободи», групи нових республіканців у Палаті представників, які «кажуть, що борються проти соціалізму в Америці». Наступного року Дональдсу було заблоковано приєднання до афроамериканців Конгресу.

#### Вибори 2020
У січні 2021 року Дональдс проголосував проти визнання права голосувати для виборців зі штатів Аризона та Пенсільванія на президентських виборах 2020 року. Відтоді Дональдс стверджував, що Джо Байден не є законним президентом Сполучених Штатів, і це твердження він повторив в інтерв'ю Vanity Fair у липні 2023 року

#### Ірак
У червні 2021 року Дональдс був одним із 49 республіканців у Палаті представників, які проголосували за скасування дозволу на використання військової сили проти Іраку.

#### Сирія
У 2023 році Дональдс був серед 47 республіканців, які проголосували за резолюцію 21, яка наказувала президенту Джо Байдену вивести війська США з Сирії протягом 180 днів.

## Особисте життя
Дональдс і його дружина Еріка мають трьох синів. Вони живуть у Нейплсі, Флорида.